# Ecpyrrhorrhoe anpingialis
Loxostege anpingialis is een vlinder uit de familie van de grasmotten (Crambidae). De wetenschappelijke naam van deze soort is voor het eerst voorgesteld als Phlyctaenodes anpingialis door Embrik Strand in een publicatie uit 1918.
De soort komt voor in Taiwan (Anping).